# Dynasty Warriors 3
Dynasty Warriors 3 (真・三國無双2,, Shin Sangoku Musō 2) é um jogo no estilo hack and slash desenvolvido pela Omega Force (ω-force) e publicado pela Koei. Ele é o terceiro jogo da série Dynasty Warriors na América do Norte e o segundo na série Shin Sangokumusou no Japão. É um spin-off do jogo eletrônico Romance of The Three Kingdoms e em torno de uma série de livros com o mesmo nome, escrito por Luo Guanzhong.
Foi originalmente lançado para PlayStation 2, Xbox e, posteriormente, relançado para PlayStation 3. Atualmente continua disponível na PlayStation Store.

## História
A série de jogos Dynasty Warriors é inspirada em uma parte da história chinesa chamada Três Reinos, que consistia em três reinos com filosofias diferentes mas com o mesmo objetivo de unificar e governar a China. Esses reinos eram Wu, Wei e Shu. Posteriormente, Sima Yi criou o reino de Jin.
Os líderes dos reinos eram:
- Cao Cao, de Wei. Sucedido por Cao Pi;
- Liu Bei, de Shu. Sucedido por Liu Shan;
- Em Wu houve três líderes: Sun Jian, Sun Ce, e Sun Quan;
- Sima Yi, de Jin. Sucedido por Sima Shi, que acabou por morrer, e Sima Zhao, que era o seu filho mais novo (este novo reino só aparece no Dynasty Warriors 8, até então pertencendo à Wei).

## Personagens
| Wei         | Shu         | Wu              | Other      |
| ----------- | ----------- | --------------- | ---------- |
| Cao Cao     | Liu Bei     | Sun Jian        | Lu Bu      |
| Zhen Ji     | Guan Yu     | Sun Ce          | Dong Zhuo  |
| Xiahou Dun  | Zhang Fei   | Sun Quan        | Diao Chan  |
| Zhang He    | Zhao Yun    | Sun Shang Xiang | Zhu Rong   |
| Dian Wei    | Ma Chao     | Taishi Ci       | Fu Xi      |
| Zhang Liao  | Pang Tong   | Huang Gai       | Meng Huo   |
| Sima Yi     | Zhuge Liang | Zhou Yu         | Zhang Jiao |
| Xu Zhu      | Wei Yan     | Gan Ning        | Yuan Shao  |
| Xiahou Yuan | Jiang Wei   | Da Qiao         | Nu Wa      |
| Xu Huang    | Huang Zhong | Xiao Qiao       |            |
|             |             | Lu Meng         |            |
|             |             | Lu Xun          |            |

## Expansão

### Dynasty Warriors 3: Xtreme Legends
O Dynasty Warriors 3 foi o primeiro da série a ter uma versão Xtreme Legends